# Hong Kong ai XXI Giochi olimpici invernali
Hong Kong ha partecipato ai XXI Giochi olimpici invernali di Vancouver, che si sono svolti dal 12 al 28 febbraio 2010, con una delegazione composta da un solo atleta.

## Short track
| Atleta | Gara           | Batterie | Batterie | Quarti di finale | Quarti di finale | Semifinali | Semifinali | Finale | Finale |
| Atleta | Gara           | Tempo    | Pos.     | Tempo            | Pos.             | Tempo      | Pos.       | Tempo  | Pos.   |
| ------ | -------------- | -------- | -------- | ---------------- | ---------------- | ---------- | ---------- | ------ | ------ |
| 500 m  | Han Yue Shueng | 48"625   | 3        |                  |                  |            |            |        |        |
| 1000 m | Han Yue Shueng | 1'38"115 | 4        |                  |                  |            |            |        |        |
| 1500 m | Han Yue Shueng |          |          | 2'35"742         | 6                |            |            |        |        |